# Kingsley (Michigan)
Kingsley è un villaggio degli Stati Uniti d'America, situato nello Stato del Michigan, nella contea di Grand Traverse.